# Новоивановка (Луганская область)
Новоивановка (укр. Новоіванівка) — село, относится к Попаснянскому району Луганской области Украины.
Население по переписи 2001 года составляло 807 человек. Почтовый индекс — 93330. Телефонный код — 6474. Занимает площадь 5,286 км². Код КОАТУУ — 4423856202.

## Местный совет
93330, Луганська обл., Попаснянський р-н, смт. Врубівка, вул. Артема, буд.11  (укр.)